# Jan Szczygieł (major)
Jan Szczygieł (ur. 28 października 1902, zm. 24 czerwca 1991 w Braniewie) – major Wojska Polskiego, uczestnik I i II wojny światowej, odznaczony Orderem Virtuti Militari.

## Życiorys

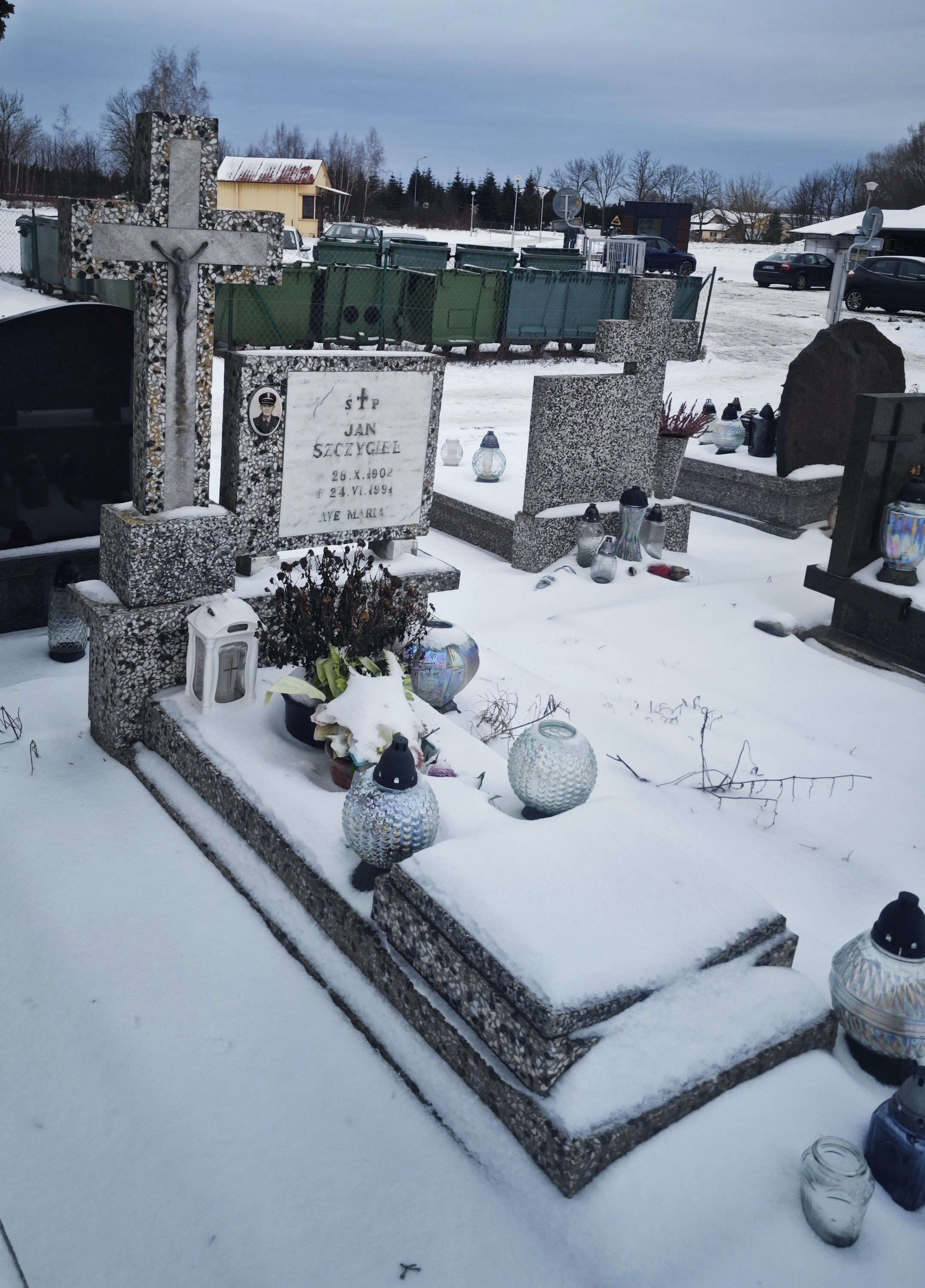
Grób na cmentarzu przy ul. Elbląskiej

Brał udział już w I wojnie światowej. W okresie międzywojennym służył w Wojsku Polskim. W latach 1927–1938 był instruktorem w Centrum Wyszkolenia Korpusu Ochrony Pogranicza. Po wybuchu II wojny światowej był dowódcą kompanii 134 pułku piechoty, stacjonującego w okolicach Łomży. Deportowany został do gułagu w Komijskiej Autonomicznej SRR, częstego obszaru deportacji na mapie radzieckiego systemu obozów (część ówczesnych obozów funkcjonuje do dziś jako więzienia lub kolonie karne). Pracował tam przy wyrębie lasu i spławie drzew. Gdy po ataku Niemiec na Związek Sowiecki w 1941 roku rozpoczęto formowanie polskich oddziałów, zgłosił się do rekrutacji. Dostał przydział do 1. Dywizji Piechoty im. Tadeusza Kościuszki dowodzonej przez, wówczas pułkownika, Zygmunta Berlinga. Brał udział w bitwie pod Lenino, w czasie której doznał poważnych obrażeń prawej ręki oraz lewej nogi. Miał dużo szczęścia, iż trafił do szpitala w Moskwie. Po pobycie w nim został, z niepełnosprawną ręką, skierowany do Lublina, w którym objął funkcję instruktora. W 1945 przyjechał do Olsztyna, na tzw. Ziemie Odzyskane. Służył w Wojskach Ochrony Pogranicza. Od 1947 mieszkał w Braniewie, wówczas przeszedł na emeryturę.
W 1948 był przewodniczącym braniewskiego koła Związku Inwalidów Wojennych RP Okręgu Olsztyńskiego.
Zmarł 24 czerwca 1991 roku. Pochowany został na cmentarzu komunalnym położonym przy ul. Elbląskiej. Nie miał rodziny.

## Odznaczenia
Odznaczony został m.in.:
- Orderem Virtuti Militari
- Krzyżem Kawalerskim Orderu Odrodzenia Polski
- Krzyżem Walecznych
- Srebrnym Medalem „Zasłużonym na Polu Chwały”